# وینو، وو
شهر وینو در بخش اگل در ایالت وو در کشور سوئیس واقع شده‌است که ۴٬۱۰۰ نفر  جمعیت دارد.